# Plichta (Łukta)
Plichta (deutsch Plichten) ist ein Ort in der polnischen Woiwodschaft Ermland-Masuren. Er gehört zur Gmina Łukta (Landgemeinde Locken) im Powiat Ostródzki (Kreis Osterode in Ostpreußen).

## Geographische Lage
Plichta liegt nordöstlich des Schilling-Sees (polnisch Jezioro Szeląg Wielki) im Westen der Woiwodschaft Ermland-Masuren, neun Kilometer nordöstlich der Kreisstadt Ostróda (deutsch Osterode in Ostpreußen).

## Geschichte
1769 wurde das Dorf Plichten erstmals urkundlich erwähnt. Am 28. Juli jenes Jahres nämlich teilten die Behörden das vorhandene Dorf in die Orte „Dungen“ (polnisch Dąg) und Plichten, wobei der letztere Name sich wohl von Gregor Plicht ableitet, der hier mit seiner Familie um 1720 eine Holzkohlegewinnung (Teerproduktion?) betrieb. Von 1874 bis 1945 gehörte die Landgemeinde Plichten zum Amtsbezirk Taberbrück (polnisch Tabórz) im Kreis Osterode in Ostpreußen.
Im Jahre 1910 waren in Plichten 282 Einwohner gemeldet. Ihre Zahl belief sich 1933 auf 220 und 1939 auf 208.
Als 1945 in Kriegsfolge das gesamte südliche Ostpreußen an Polen überstellt wurde, war auch Plichten davon betroffen. Das Dorf erhielt die polnische Namensform „Plichta“ und ist heute Sitz eines – auch für den Nachbarort Orlik (Adlersbude) zuständigen – Schulzenamts (polnisch Sołectwo) im Verbund der Landgemeinde Łukta (Locken) im Powiat Ostródzki (Kreis Osterode in Ostpreußen), bis 1998 der Woiwodschaft Olsztyn, seither der Woiwodschaft Ermland-Masuren mit Sitz in Olsztyn (Allenstein) zugehörig.

## Kirche
Bis 1945 war Plichten in die evangelische Kirche Locken in der Kirchenprovinz Ostpreußen der Kirche der Altpreußischen Union, außerdem in die römisch-katholische Kirche Osterode (polnisch Ostróda) eingepfarrt.
Heute gehört Plichta katholischerseits zur Kirche der Gottesmutter von Częstochowa Łukta im Erzbistum Ermland, sowie zur Kirche Łęguty (Langgut), einer Filialkirche von Ostróda in der Diözese Masuren der Evangelisch-Augsburgischen Kirche in Polen.

## Verkehr
Plichta liegt an einer Nebenstraße, die von Tabórz (Taberbrück) an der Woiwodschaftsstraße 530 nach Zawady Małe (Königswiese) an der Landesstraße 16 führt. Außerdem enden Nebenstraßen aus Nachbarorten in Plichta. Eine Bahnanbindung besteht nicht.